# اتمسفر

لایه‌های گوناگون اتمسفر زمین. (توجه: ضخامت اتمسفر به این اندازه که در عکس می‌بینید نیست، بلکه نسبت ضخامت آن به قطر زمین تنها به اندازهٔ ۵٪ از قطر زمین است)

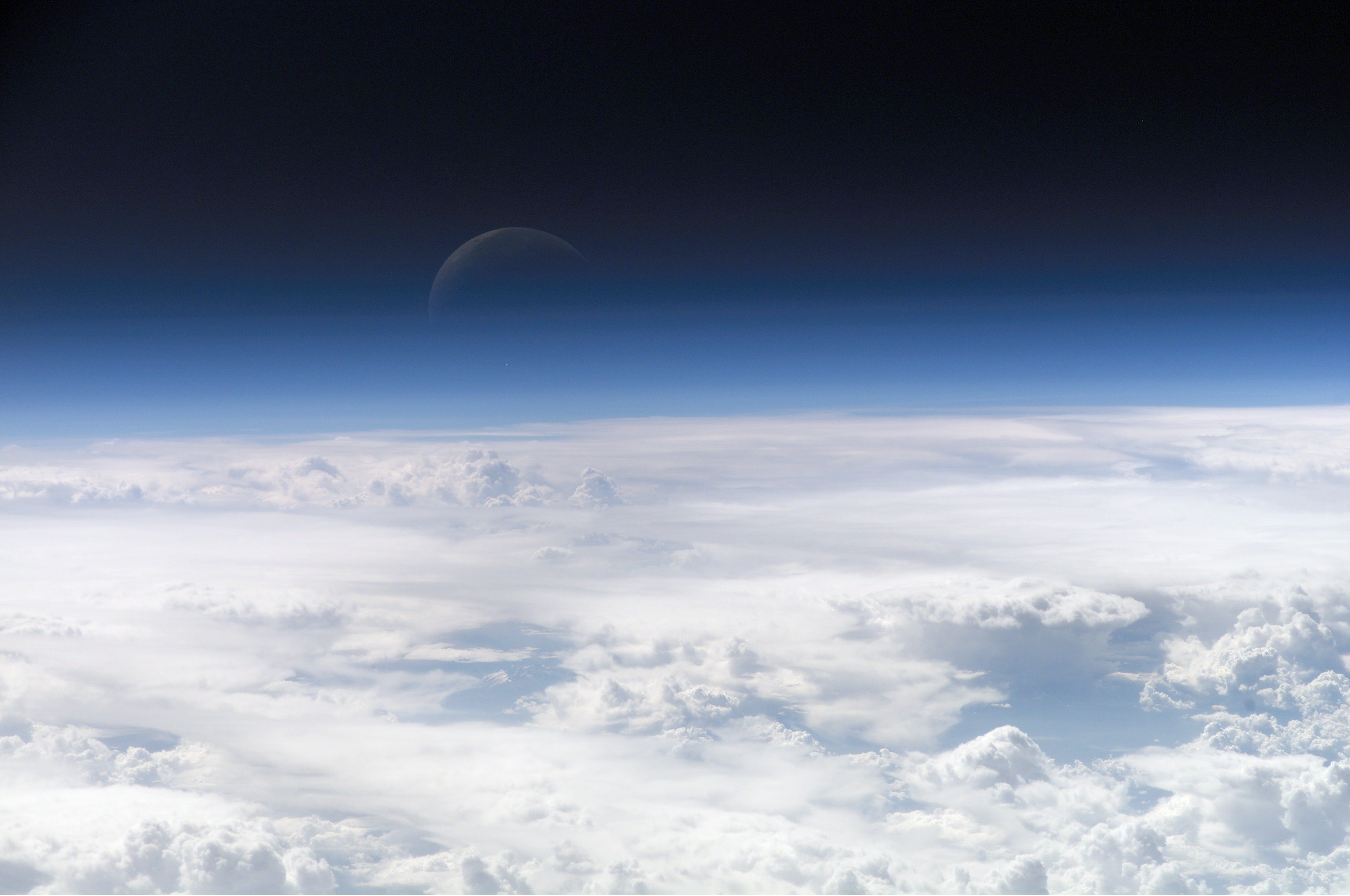
زمین، اتمسفر زمین و بالای آن. (عکس توسط ناسا تهیه شده است و نسبت ضخامت اتمسفر به زمین را به درستی نشان می‌دهد)

اَتمُسفِر (از یونانی باستان، راه‌یافته به تمام زبان‌های اروپایی و بسیاری زبان‌های دیگر) یا جَوّ (وام‌واژه از زبان عربی) یا هواسِپِهر (معادل فارسی) یا پناد و همچنین ویو (پارسی میانه) یک یا چند لایه از گاز است که دور یک جسم آسمانی مانند یک سیاره، ستاره، یا قمر را احاطه کرده است. جوّ به واسطهٔ نیروی گرانش به دور شیء آسمانی نگه‌داشته می‌شود. اتمسفر فضایی پوشیده از یک یا چند گاز است که اطراف یک سیاره یا ستاره یا سنگ فضایی را پوشانده است. اگر اتمسفر از چند لایهٔ گازی تشکیل شده باشد تمام این لایه‌ها حکم یک محیط به‌هم‌پیوسته را داشته و از دیدگاه علمی مجموعاً یک لایه محسوب می‌شوند. اتمسفر کرهٔ زمین عامل زنده ماندن همهٔ موجودات زنده در روی کرهٔ زمین است و بدون آن همه موجودات زنده در روی کرهٔ زمین نابود خواهند شد. گازهایی که در اتمسفر یک سیاره یا ستاره وجود دارند ساکن نبوده و مدام در حال حرکت در لایهٔ خود هستند. اتمسفر فقط مخصوص یک سیاره نیست بلکه ستارگان و سنگ‌های فضایی نیز ممکن است اتمسفر داشته باشند.
در اتمسفر، یک مبحث علمی جدید به نام دینامیک اتمسفر را می‌توان مطرح کرد. اصول و کلیات علم دینامیک اتمسفر در نیروهای وارده از طرف اتمسفر بر یک شیء پرنده در آسمان تعریف و خلاصه می‌شود. به‌طور کلی این‌طور می‌توان گفت که اتم‌ها و مولکول‌های گازهای موجود در اتمسفر زمین، درحال حرکت هستند و براساس قوانین فیزیکی، این اتم‌ها و مولکول‌ها؛ اولاً دارای انرژی هستند و ثانیاً دارای نیرو هستند؛ بنابراین هنگام برخورد با یک جسم در آسمان (مانند هواپیما و شهاب‌سنگ) از خود انرژی آزاد کرده و بر این جسم نیرو وارد می‌کنند. مقدار نیروی وارده از طرف اتم‌ها و مولکول‌های گازهای اتمسفر، هیچ حدّ خاصی نداشته و ممکن است باعث به عقب رفتن یک هواپیما در آسمان شده یا باعث منفجر شدن یک شهاب‌سنگ در آسمان بشوند.
اصطلاح اتمسفر ستاره‌ای برای اشاره به بخش بیرونی یک ستاره به‌کار می‌رود و معمولاً قسمت بالاتر از کدری نور سپهر را دربر می‌گیرد. ستاره‌هایی که دمای آن‌ها به اندازه کافی پایین باشد ممکن است دارای اتمسفر بیرونی با مولکول‌های مرکب باشند.

## اتمسفر زمین
جوّ زمین بالاترین بخش تشکیل‌دهندهٔ کرهٔ زمین است که مخلوطی از گازها شامل نیتروژن (۷۸٪)، اکسیژن (۲۱٪)، آرگون (۰٫۹٪) و کربن دی‌اکسید (۰٫۰۳٪) است. اتمسفر زمین از سطح زمین آغاز شده و تا ارتفاع ۱۰٫۰۰۰ کیلومتر (۶٫۲۰۰ مایل) ادامه می‌یابد.
۹۹ درصد از جوّ زمین در فاصله ۳۰ کیلومتری از سطح آن قرار دارد. اگرچه سیاره‌های دیگر منظومهٔ شمسی نیز هواکره دارند ولی جوّ زمین تنها جوّی است که از زندگی موجودات زنده پشتیبانی می‌کند.
جوّ زمین از ۵ پنج لایهِ به نام‌های تروپوسفر، استراتوسفر، مزوسفر، ترموسفر، اگزوسفر تشکیل شده است.

## فشار
فشار جوّی در هر نقطه عبارت است از نیروی عمود بر واحد سطح که براساس وزن ستونی عمودی از اتمسفر بالای آن نقطه تعیین می‌شود. بر روی زمین، این فشار با یکای اتمسفر (atm) نشان داده می‌شود که این یکا برابر است با ۱۰۱٫۳۲۵ کیلو پاسکال (۷۶۰ تور) یا ۱۴ پوند بر اینچ مربع و با فشارسنج اندازه‌گیری می‌شود.
فشار جوّی در سطح آب‌ها و دریاهای آزاد در حدود ۱ کیلوگرم بر سانتی‌متر مربع است. با افزایش ارتفاع از سطح زمین، به‌دلیل کاسته شدن ارتفاع؛ ستون هوای قرارگرفته در بالای سطح، فشار جوّ کاهش می‌یابد.
توریچلی فیزیکدان ایتالیایی، نخستین کسی بود که با انجام آزمایشی ساده نشان داد که هوا فشار دارد. وی همچنین با اندازه‌گیری ارتفاع ستون جیوه توانست فشار هوا را در کنار دریا و بالای کوه حساب کند.
این فشار با فشارسنج جیوه‌ای (بارومتر جیوه‌ای) سنجیده می‌شود و واحد آن میلی‌متر جیوه است.

لازم است ذکر شود که فشار هوا در سطح دریا حدود {\displaystyle 10^{5}}(100000) پاسکال، ۷۶۰ میلی‌متر جیوه یا ۱ اتمسفر است.

## گریز جوّی
گرانش سطحی سیارات با یکدیگر تفاوت زیادی دارد. برای نمونه نیروی گرانش زیاد سیاره بزرگی مانند مشتری گازهای سبکی مانند هیدروژن و هلیوم را نگه می‌دارد که این گازها از اجرامی با گرانش کمتر فرار می‌کنند. همچنین فاصله از خورشید تعیین‌کنندهٔ انرژی در دسترس جهت گرم‌شدن گازهای اتمسفری است که برخی از مولکول‌های آن با افزایش جنبش گرمایی از سرعت گریز سیاره فراتر رفته و می‌توانند از چنگ گرانش سیاره فرار کنند؛ بنابراین اجرام سرد و دور از خورشید مانند تیتان، تریتون و پلوتون با وجود داشتن گرانش نسبی ضعیف، قادر به نگه‌داشتن اتمسفر خود هستند.

## گردش
گردش اتمسفر بر اثر تفاوت گرمایی است و زمانی رخ می‌دهد که همرفت جهت انتقال گرما بیشتر از تابش گرمایی باشد. بر روی سیاره‌ها، زمانی که منبع اولیه گرما تابش خورشیدی باشد، گرمای اضافی در مدارهای استوایی به عرض‌های جغرافیایی بالاتر منتقل می‌شود. زمانی که یک سیاره، مقادیر زیادی از گرما را درون خود تولید کند (مانند مشتری)، فرایند همرفت در اتمسفر می‌تواند انرژی گرمایی را از لایه‌های داخلی با دمای بالاتر به سطح سیاره منتقل کند.

## نوشتارهای وابسته
- خط کارمن
- جو استاندارد بین‌المللی